# Petalocephala chlorophana
Petalocephala chlorophana är en insektsart som beskrevs av Kuoh 1984. Petalocephala chlorophana ingår i släktet Petalocephala och familjen dvärgstritar. Inga underarter finns listade i Catalogue of Life.